# Marcin Łęgowski
Marcin Łęgowski (* 1982) ist ein ehemaliger polnischer Boxer.

## Karriere
Marcin Łęgowski trainierte bei den Clubs Hetman Białystok und Ósemka Chojnice. Er ist Polnischer Meister von 2008, 2009 und 2010 im Halbweltergewicht, sowie Polnischer Meister von 2011 im Weltergewicht.
Seine größten Erfolge waren jeweils der Gewinn einer Bronzemedaille im Halbweltergewicht bei den Europameisterschaften 2008 in Liverpool und den EU-Meisterschaften 2008 in Władysławowo, sowie der Gewinn der Silbermedaille im Halbweltergewicht bei den EU-Meisterschaften 2007 in Dublin. Er hatte dabei unter anderem Önder Şipal und Bradley Saunders besiegt. In den Halbfinalkämpfen war er jeweils gegen Ionuț Gheorghe, Frankie Gavin und Eduard Hambardsumjan unterlegen.
Darüber hinaus war er unter anderem Viertelfinalist der Europameisterschaften 2004 und der EU-Meisterschaften 2009 sowie Teilnehmer der Weltmeisterschaften 2007 und 2009.
2012 beendete er seine Wettkampfkarriere und wurde Stadtrat in Chojnice, zudem arbeitete er im Centrum Park Chojnice als Bademeister und Sporttrainer. 